# 近3キロパーセク渦状腕

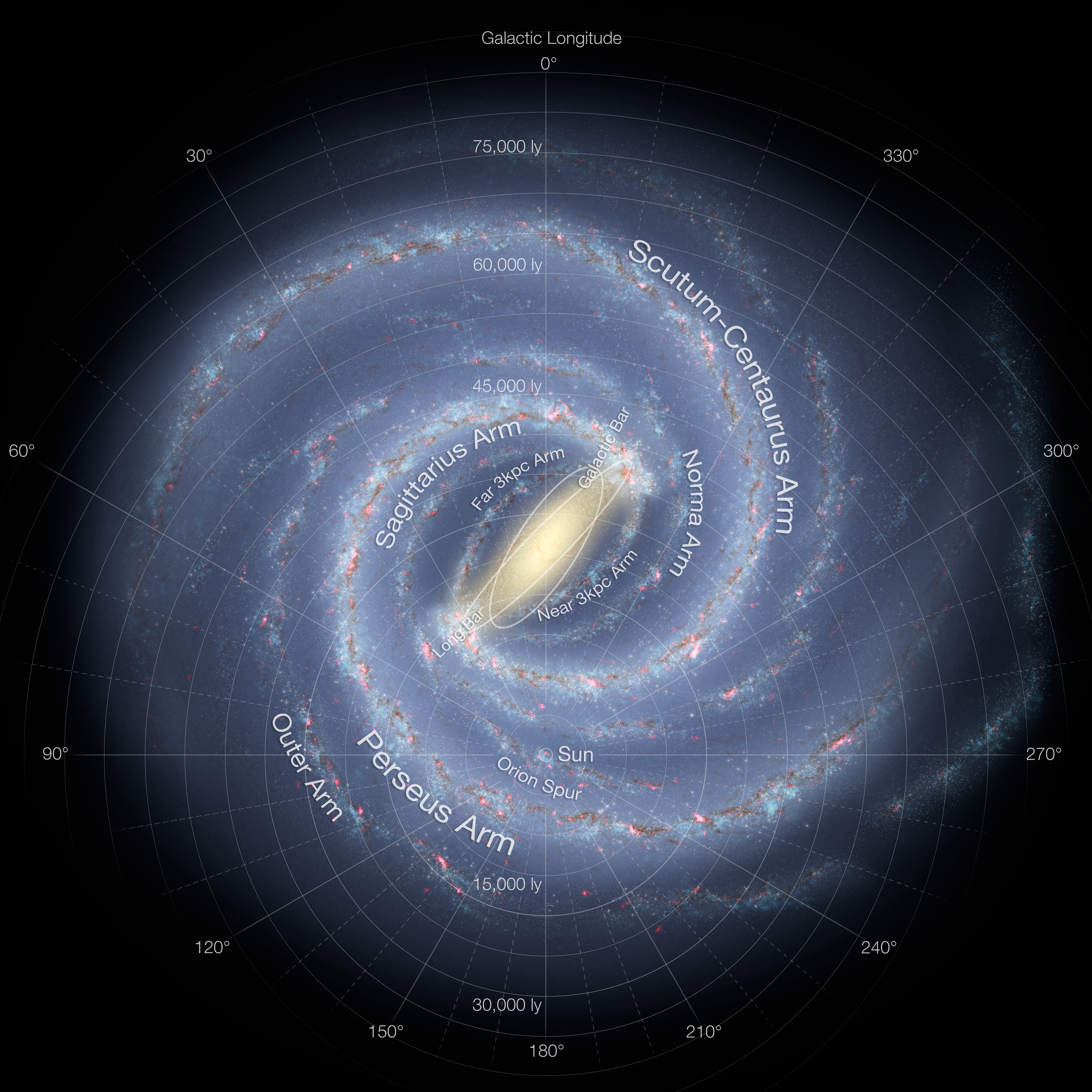
銀河系の渦構造の想像図。近3キロパーセク渦状腕は、中心下、銀河バルジの右側にある。

近3キロパーセク渦状腕(Near 3 kpc Arm)は、1950年代にファン・ウールデンらが水素原子の21cm線の観測により発見した構造である。銀河系の中心から50 km/s以上の速さで遠ざかっている。この渦状腕は、大部分が水素原子または水素分子からなる、太陽の約1000万倍の量のガスを含んでいると言われる。
この構造は、第4宇宙域の、太陽から約5.2kpc、銀河核から約3.3kpcの距離にある。近3キロパーセク渦状腕内での星形成領域を探索する最後の取組みは1980年で、この腕内のいくつかの分子雲で星形成はほとんど行われていないことが明らかとなった。
2008年に発見された遠3キロパーセク渦状腕とともに、銀河系の単純な対称性を作っている。